# Visund
Visund eller Visunden er et vikingeskib, som optræder i Heimskringla.
Det skulle have været et stort skeide- eller busseskib, som Olav den Hellige skulle have bygget i 1020'erne. Ifølge Heimskringla var den prydet med et forgyldt visundhoved (et bisonhoved med horn).